# Aspāhī Kolā
Aspāhī Kolā (persiska: اِسبايكُلا, اسپاهی كلا, Esbāykolā) är en ort i Iran.   Den ligger i provinsen Mazandaran, i den norra delen av landet, 130 km nordost om huvudstaden Teheran. Aspāhī Kolā ligger 6 meter över havet och antalet invånare är 269.
Terrängen runt Aspāhī Kolā är platt. Runt Aspāhī Kolā är det tätbefolkat, med 286 invånare per kvadratkilometer. Närmaste större samhälle är Babol, 18,5 km öster om Aspāhī Kolā. Trakten runt Aspāhī Kolā består till största delen av jordbruksmark.